# Middenstander
Een middenstander (ook: detailhandelaar, detaillist, kleinhandelaar, neringdoende (van 'nering': bedrijf, handel, als middel van bestaan) is iemand die producten rechtstreeks aan de consument verkoopt.
Middenstanders zijn zelfstandige ondernemers, die vaak een eenmanszaak/eenpersoonszaak leiden. Om het onderscheid met grotere bedrijven of op grotere schaal opererende ondernemers te maken wordt de term vaak voorafgegaan door 'klein', zoals in 'kleine middenstander'.
In Nederland was tot 2000 een middenstandsdiploma vereist voor het leiden van bedrijven die onder de Vestigingswet vielen.
Het woord stamt nog uit de tijd dat de maatschappij in standen was verdeeld. De middenstand was de burgerstand van zelfstandige ondernemers en ambachtslieden.